# Toxotes kimberleyensis
Toxotes kimberleyensis is een straalvinnige vissensoort uit de familie van de schuttersvissen (Toxotidae). De wetenschappelijke naam van de soort is voor het eerst geldig gepubliceerd in 2004 door Allen.